# Rimae Sosigenes
Le Rimae Sosigenes sono una struttura geologica della superficie della Luna.